# 陳昭南 (中央研究院院士)
陳昭南（1936年5月1日—2008年10月21日），中華民國經濟學家。

## 生平
美國芝加哥大學經濟學博士，2000年至2003年，陸續擔任中央研究院經濟研究所助理研究員、副研究員、研究員，三民主義研究所籌備處主任、所長、研究員，國立台灣大學經濟系副教授、教授，中央研究院中山人文社會科學研究所特聘研究員。學術專長為經濟學。於1990年榮獲第一十八屆中央研究院院士之榮銜。